# Ялпужель (нижний приток Ялпуга)
Ялпужель (рум. Ialpugel) — река в Молдавии, протекающая в границах Леовского района, Кантемирского района и Комратского района АТО Гагаузия, правый приток реки Ялпуг (бассейн Дуная). Является притоком второго порядка.

## Описание
Река Ялпужель берёт своё начало в лесном массиве, в 2,8 км к северо-востоку от села Бэюш, из дождевого источника на высоте 158,71 м, откуда река формирует своё русло и следует по направлению с севера на юг и заканчивается в 1,5 км северо-восточней села Алексеевка, впадая в реку Ялпуг. Река зарегулирована каскадом из 3 водохранилищ.
Постоянным источником питания реки считается родник, который расположен по руслу в 5,5 км ниже дождевого источника. Он имеет высоту 104,06 м. Географические координаты: 46°25’22,67" с. ш. и 28°31’19,48" в.д.
В верхнем течении долина реки слабо выражена, затем принимает широкую и хорошо выраженную трапециевидную форму. Пойма симметричная, ровная, двусторонняя, используется для выращивания зерновых культур и винограда. Русло шириной от 1,0 м до 10,0 м, в пойменной части 19 м, глубина реки в верхнем и среднем течении от 0,04 до 0,1 м. Дно русла илистое, толщина илового слоя от 0,15 до 0,2 м. Берега с глиняным субстратом, высотой 1,5-2,5 м. Течение относительно ленивое, на некоторых участках вода застаивается. Скорость воды 0,1-0,25 м/с. На последних 7-10 км верхнего течения, на участке реки от источника до села Борогань русло реки было зарегулировано путём спрямления и углубления. Речной сток регулируется водохранилищем Борогань.
В среднем течении река протекает через сёла Борогань, Дудулешты, Садык, Тараклия и Котовское. На этом участке долина реки активно используются для выращивания зерновых и технических культур, винограда. Русло реки зарегулированное, течение воды ленивое, на некоторых участках наблюдается её застаивание. Речной сток в среднем течении регулируется водохранилищами Садык и Котовское.
Нижнее течение реки Ялпужель характеризуется более пологим уклоном, в связи с чем вода на некоторых участках застаивается. Склоны берегов покрыты оврагами. Долина реки используются для выращивания зерновых и технических культур, винограда, фруктов.

## Морфометрические и морфографические характеристики
- длина основного русла 59,635 км[1].
- длина бассейна 55,9 км[1].
- площадь водосборного бассейна 523,487 км²[1].
- падение 133,71 м, средний уклон составляет 2,4 м/км (0,0024 %)[1].
- извилистость реки 1,058[1].
- плотность гидрографической сети 0,889 км/км²[1].
- доля озёр 0,744 %[1].
- доля лесов 11,23 %[1].

## Водосборный бассейн реки
Правые притоки
- приток третьего порядка Сасэгёл (рум. Sasâghiol). Устье расположено недалеко от села Котовское, на высоте 40,06 м.[1]

## Устье реки
Устьем реки Ялпужель является река Ялпуг. Место слияния рек находится в 1,5 км северо-восточней села Алексеевка на высоте 25,0 м.

## История
Естественный гидрологический режим реки в прошлом был изменён с целью защиты от линейной эрозии, накопления воды для ирригации, а также рыбоводства и рекреации.
С этой целью в русле реки Ялпужель построены водохранилища:
- Водохранилище Борогань — расположено по течению реки выше села Борогань, объём 1,6 млн м³ воды. Общие сведении об озере: тип — русловое, регулирование стока — многолетнее, назначение: ирригация, рыбоводство, рекреация[1];
- Водохранилище Садык — расположено по течению реки выше села Садык, объём 2,0 млн м³ воды. Общие сведении об озере: тип — русловое, регулирование стока — многолетнее, назначение: защита от линейной эрозии, накопления воды для ирригации, рыбоводство, рекреация. Введено в эксплуатацию в 1975 году, проект — Молдсельхозпроект[1];
- Водохранилище Котовское — расположено по течению реки выше села Котовское, объём 1,06 млн м³ воды. Общие сведении об озере: тип — русловое, регулирование стока — многолетнее, назначение: накопления воды для ирригации, рыбоводство, рекреация. Введено в эксплуатацию в 1978 году, проект — Молдсельхозпроект[1].

## Экологическое состояние реки
| Гидрохимические показатели качества | 2020  |
| Гидрохимические показатели качества | 22.10 |
| Na++K+                              | V     |
| Аммонийный азот                     | IV    |
| Минеральный фосфор                  | III   |
| Минерализация                       | IV    |

Основное антропогенное воздействие на состояние реки оказывают населённые пункты расположенных вдоль реки Ялпужель и её притока Сасэгёл. К природным факторам воздействия на качественные параметры реки относятся интенсивные ливневые осадки, в результате которых интенсификуются процессы смыва с поверхности водосборов твёрдых частиц, химических веществ, используемых в сельском хозяйстве, а так же бытового мусора.
В 2020 году с целью определения гидрохимических показателей качества воды в реке Ялпужель в районе села Борогань были проведены лабораторные исследования, по результатам которых установлены классы качества поверхностных вод (сводные данные указаны в таблице). Качество воды в реке отнесено к V классу качества (очень загрязнённые).
При этом, было зафиксировано превышение установленных норм: в 3,7 раза — для аммонийного азота; в 2,1 раза для Na++K+; в 1,5 раза — для общей минерализации.